# Penda của Mercia
Penda (qua đời ngày 15 tháng 11 năm 655) là một vị vua ở thế kỷ 7 của Mercia, vương quốc Anglo-Saxon ở khu vực ngày nay là Midlands Anh. Là một người ngoại giáo tại một thời điểm khi Thiên chúa giáo củng cố vị trí tại nhiều của vương quốc Anglo-Saxon, Penda đã qua các thung lũng Severn trong 628 sau trận Cirencester trước khi tham gia vào việc đánh bại vị vua hùng mạnh Northumbria Edwin trong trận Hatfield Chase năm 633.
Chín năm sau, ông đã đánh bại và giết chết người thừa kế cuối cùng của Edwin, Oswald, trong trận Maserfield; từ quan điểm này, ông có lẽ là mạnh nhất trong số các nhà lãnh đạo Anglo-Saxon thời gian này, đặt nền móng cho uy quyền tối cao lên Thất quốc Triều đại Anglo-Saxon. 
Ông liên tục đánh bại Đông Angles và khiến vua Cenwalh của Wessex bị lưu đày ba năm. Ông tiếp tục tiến hành chiến tranh chống lại người Bernicia của Northumbria. Mười ba năm sau khi Maserfield, ông phải chịu một thất bại nặng nề trước người kế nhiệm và anh trai Oswiu Oswald, và đã bị giết chết trong trận Winwaed trong quá trình của một chiến dịch cuối cùng chống lại quân Bernicia.